# Nejc Naraločnik
Nejc Naraločnik (* 5. Januar 1999 in Slovenj Gradec) ist ein slowenischer Skirennläufer. Er startet hauptsächlich in den Speeddisziplinen Abfahrt und Super-G.

## Karriere
Naraločnik gab sein internationales Renndebüt am 28. November 2015 bei einem Juniorenrennen am Kreuzbergpass. Sein erstes internationales Großereignis bestritt er wenige Monate später bei den Olympischen Jugend-Winterspielen in Lillehammer. Dort erreichte er im Super-G mit Platz 22 sein bestes Ergebnis. Einen ersten Erfolg erzielte er im darauffolgenden Jahr, als er beim Europäischen Olympischen Winter-Jugendfestival in Erzurum die Silbermedaille mit der Mannschaft gewann.
In den Jahren 2017 bis 2021 startete Naraločnik hauptsächlich bei FIS-Rennen sowie im Europacup, wobei größere Erfolge ausblieben. Am 6. Februar 2021 gab er sein Weltcupdebüt beim Super-G von Garmisch-Partenkirchen, wobei er mit Platz 48 die Weltcuppunkteränge deutlich verpasste. Noch im selben Monat nahm Naraločnik erstmals an Alpinen Skiweltmeisterschaften teil, wobei ihm Platz 17 in der Alpinen Kombination ein Ergebnis im vorderen Feld gelang gelang.
Diesen Erfolg konnte er 2022 bei seinen ersten Olympischen Winterspielen wiederholen. In Peking belegte er im Super-G Platz 24.
Seinen ersten Podestplatz im Europacup erreichte er am 22. Dezember 2022 bei der Abfahrt in St. Moritz. Die Abfahrtswertung der Europacupsaison 2022/23 schloss er auf dem dritten Platz ab, wodurch er einen Fixstartplatz in der Abfahrt für die Weltcupsaison 2023/24 erhielt. Allerdings gelang ihm kein Punktgewinn in dieser Saison, als beste Platzierung stand ein 35. Rang bei der Lauberhornabfahrt in Wengen zu Buche.
Seine ersten Weltcuppunkte gewann er am 22. Februar 2025 mit Rang 21 in der Abfahrt von Crans-Montana. Sein bestes Weltcupergebnis erzielte er am 8. März 2025 bei der Abfahrt von Kvitfjell, wo er mit der hohen Startnummer 38 noch auf Rang 7 fuhr.

## Privates
Naraločnik lebt in Ljubno ob Savinji.

## Erfolge

### Olympische Winterspiele
- Peking 2022: 24. Super-G, DNF Abfahrt, DNF Alpine Kombination

### Weltmeisterschaften
- Cortina d’Ampezzo 2021: 17. Alpine Kombination, DNF Abfahrt, DNF Super-G
- Courchevel/Méribel 2023: 31. Abfahrt, 31. Super-G, DNF Alpine Kombination
- Saalbach 2025: 14. Super-G, 18. Team-Kombination, 33. Abfahrt

### Weltcup
- Eine Platzierung unter den besten 10

### Juniorenweltmeisterschaften
- Davos 2018: DNF Abfahrt
- Val di Fassa 2019: 18. Super-G, 20. Alpine Kombination, 30. Abfahrt, DNF Riesenslalom, DNF Slalom
- Narvik 2020: 12. Super-G, 14. Abfahrt

### Europacup
- 5 Platzierungen unter den besten 5, davon 3 Podestplätze

### South American Cup
- Ein Sieg

| Datum           | Ort      | Land  | Disziplin |
| --------------- | -------- | ----- | --------- |
| 31. August 2023 | La Parva | Chile | Abfahrt   |

### Olympische Jugend-Winterspiele
- Lillehammer 2016: 22. Super-G, DNF Riesenslalom, DNF Slalom, DNF Alpine Kombination

### Europäisches Olympisches Winter-Jugendfestival
- Erzurum 2017: 2. Mannschaft, 8. Slalom, DNF Riesenslalom

### Weitere Erfolge
- 3 Siege bei FIS-Rennen